# UE Sant Andreu
UE Sant Andreu is een Spaanse voetbalclub uit het Catalaanse Sant Andreu, een district van de stad Barcelona. De club komt vanaf 2019/2020 uit in de Tercera División. Thuiswedstrijden worden afgewerkt in het Camp Municipal Narcís Sala, dat 18.000 plaatsen heeft.

## Geschiedenis
In 1907 werd in Sant Andreu de eerste voetbalclub opgericht, FC Andreuenc. In 1913 scheidden enkele clubleden zich af en richten L'Avenç de l'Esport op. Deze club wordt in 1920 en 1921 kampioen van de Campionat de Catalunya de Segona Categoria. In 1925 fuseren FC Andreuenc en L'Avenç de l'Esport samen met Esport Ciclista Andreuenc en Secció Atlética Vida tot Unió Esportiva Sant Andreu. Onder deze naam wordt in 1940 de Campionat de Catalunya de Segona Categoria gewonnen. In het seizoen 1950/1951 debuteerde UE Sant Andreu in de Segunda División A. In het debuutseizoen behaalde UE Sant Andreu zelfs de vierde plaats en liep daardoor promotie naar de Primera División net aan mis, aangezien de drie hoogstgeklasseerde clubs promoveren. In totaal zou de club elf seizoenen in de Segunda A spelen. In het seizoen 2006/2007 kwam UE Sant Andreu uit in de Segunda B, waarin de club in het verleden twaalf seizoenen actief was. De overige jaargangen speelde UE Sant Andreu in de Tercera División en de Primera Divisió Catalana. In 2007 degradeerde UE Sant Andreu naar de Tercera División. Als nummer twee achter FC Barcelona B in het seizoen 2007/2008 in de Tercera División Grupo 5 werd via de play-offs promotie bewerkstelligd. In 2008 won UE Sant Andreu de Copa de Catalunya door zowel FC Barcelona (halve finale) als RCD Espanyol (finale) te verslaan. In 2010 won UE Sant Andreu de regionale groep van de Segunda B. De club liep in de play-offs echter promotie mis, aangezien in de laatste ronde verloren werd van Barça Atlètic. In 2013 werd de Copa Federación de España gewonnen door in de finale La Hoya Lorca CF te verslaan.

## Externe link

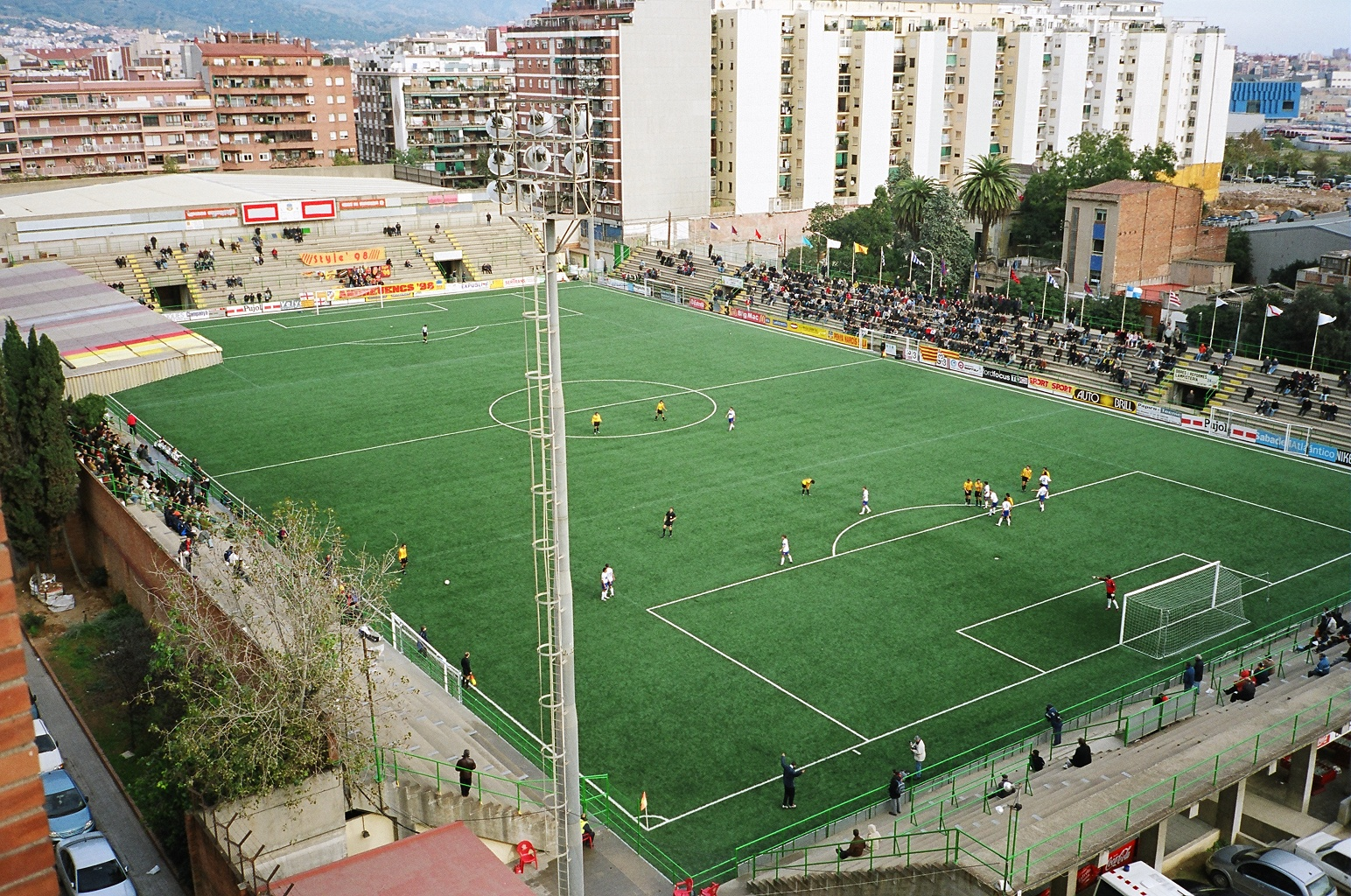
Camp Municipal Narcís Sala, geopend in 1970

## Erelijst
- Campionat de Catalunya de Segona Categoria

1920, 1921 (als L'Avenç de l'Esport), 1940
- Segunda División B Grupo III

1992, 2010
- Tercera División

1950, 1958, 1969, 1985, 1990
- Copa de Catalunya

2008
- Copa Federación de España

2013

## Bekende spelers
- Domènec Balmanya
- Ildefons Lima
- Mariano Martín
- José Miguel Morales
- John Neeskens
- Lluís Pujol
- Javi Ruíz
- Sergio Santamaría
- Aitor Cantalapiedra